# Tatarka (rejon osipowicki)
Tatarka (biał. Тата́рка) – osiedle typu robotniczego na Białorusi w rejonie osipowickim obwodu mohylewskiego, 0,8 tys. mieszkańców (2010). Dawniej folwark.
Znajdują tu się kopalnia torfu oraz stacja kolejowa Tatarka, położona na linii Homel - Żłobin - Mińsk.